# MTV Movie Awards 2009
La 18ª edizione degli MTV Movie Awards si è svolta 31 maggio 2009 al Gibson Amphitheatre di Universal City, California, ed è stata presentata da Andy Samberg.
Le nomination sono state comunicate il 4 maggio 2009.

## Performance musicali
Nel corso dello spettacolo si sono esibiti:
- Eminem (We Made You e Crack a Bottle)
- Kings of Leon (Use Somebody)
- LeAnn Rimes, Chris Isaak e Forest Whitaker (medley di canzoni del gruppo comico The Lonely Island)

## Vincitori e candidati
I vincitori sono indicati in grassetto.

### Miglior film (Best Movie)
- Twilight, regia di Catherine Hardwicke
- Il cavaliere oscuro (The Dark Knight), regia di Christopher Nolan
- High School Musical 3: Senior Year, regia di Kenny Ortega
- Iron Man, regia di Jon Favreau
- The Millionaire (Slumdog Millionaire), regia di Danny Boyle

### Miglior performance maschile (Best Male Performance)
- Zac Efron - High School Musical 3: Senior Year
- Christian Bale - Il cavaliere oscuro (The Dark Knight)
- Robert Downey Jr. - Iron Man
- Shia LaBeouf - Eagle Eye
- Vin Diesel - Fast & Furious - Solo parti originali (Fast & Furious - New Model. Original Parts.)

### Miglior performance femminile (Best Female Performance)
- Kristen Stewart - Twilight
- Angelina Jolie - Wanted - Scegli il tuo destino (Wanted)
- Anne Hathaway - Bride Wars - La mia migliore nemica (Bride Wars)
- Kate Winslet - The Reader - A voce alta (The Reader)
- Taraji P. Henson - Il curioso caso di Benjamin Button (The Curious Case of Benjamin Button)

### Miglior performance rivelazione maschile (Breakthrough Male Performance)
- Robert Pattinson - Twilight
- Ben Barnes - Le cronache di Narnia - Il principe Caspian (The Chronicles of Narnia: Prince Caspian)
- Bobb'e J. Thompson - Role Models
- Dev Patel - The Millionaire (Slumdog Millionaire)
- Taylor Lautner - Twilight

### Miglior performance rivelazione femminile (Breakthrough Female Performance)
- Ashley Tisdale - High School Musical 3: Senior Year
- Amanda Seyfried - Mamma Mia!
- Freida Pinto - The Millionaire (Slumdog Millionaire)
- Kat Dennings - Nick & Norah: tutto accadde in una notte (Nick and Norah's Infinite Playlist)
- Miley Cyrus - Hannah Montana: The Movie
- Vanessa Hudgens - High School Musical 3: Senior Year

### Miglior performance comica (Best Comedic Performance)
- Jim Carrey - Yes Man
- Amy Poehler - Baby Mama
- Anna Faris - La coniglietta di casa (The House Bunny)
- James Franco - Strafumati (Pineapple Express)
- Steve Carell - Agente Smart - Casino totale (Get Smart)

### Miglior cattivo (Best Villain)
- Heath Ledger - Il cavaliere oscuro (The Dark Knight)
- Derek Mears - Venerdì 13 (Friday the 13th)
- Dwayne Johnson - Agente Smart - Casino totale (Get Smart)
- Johnathon Schaech - Che la fine abbia inizio (Prom Night)
- Luke Goss - Hellboy - The Golden Army (Hellboy II: The Golden Army)

### Miglior bacio (Best Kiss)
- Kristen Stewart e Robert Pattinson - Twilight
- Angelina Jolie e James McAvoy - Wanted - Scegli il tuo destino (Wanted)
- Freida Pinto e Dev Patel - The Millionaire (Slumdog Millionaire)
- James Franco e Sean Penn - Milk
- Paul Rudd e Thomas Lennon - I Love You, Man
- Vanessa Hudgens e Zac Efron - High School Musical 3: Senior Year

### Miglior combattimento (Best Fight)
- Robert Pattinson contro Cam Gigandet - Twilight
- Anne Hathaway contro Kate Hudson - Bride Wars - La mia migliore nemica (Bride Wars)
- Christian Bale contro Heath Ledger - Il cavaliere oscuro (The Dark Knight)
- Ron Perlman contro Luke Goss - Hellboy - The Golden Army (Hellboy II: The Golden Army)
- Seth Rogen e James Franco contro Danny R. McBride - Strafumati (Pineapple Express)

### Miglior canzone (Best Song From a Movie)
- The Climb cantata da Miley Cyrus - Hannah Montana: The Movie
- Jai Ho cantata da A.R. Rahman - The Millionaire (Slumdog Millionaire)
- The Wrestler cantata da Bruce Springsteen - The Wrestler
- Decode cantata dai Paramore - Twilight

### Miglior momento "Ma che ca...!" (Best WTF Moment)
- Amy Poehler - Baby Mama
- Angelina Jolie - Wanted - Scegli il tuo destino (Wanted)
- Ayush Mahesh Khedekar - The Millionaire (Slumdog Millionaire)
- Ben Stiller - Tropic Thunder
- Jason Segel e Kristen Bell - Non mi scaricare (Forgetting Sarah Marshall)

### MTV Generation Award
- Ben Stiller